# Lifelines (I-Prevail-Album)
Lifelines ist das Debütalbum der Post-Hardcore-Band I Prevail aus Rochester Hills, Michigan. Es erschien am 21. Oktober 2016 weltweit über Fearless Records.
Lifelines beinhaltet dreizehn Stücke sowie einen Hidden Track und hat eine Gesamtspieldauer von 45 Minuten und 11 Sekunden.
Es erreichte Chartnotierungen im Vereinigten Königreich, in den Vereinigten Staaten und in Australien.

## Entstehungsgeschichte
Nachdem die Gruppe mit Heart vs. Mind die erste EP in Eigenregie veröffentlichte, wurden die Musiker im März 2015 vom kalifornischen Punk-Label Fearless Records unter Vertrag genommen. Dazu beigetragen hat der kommerzielle Erfolg der EP, sowie eine Coverversion des Liedes Blank Space von Taylor Swift, welche beide in die offiziellen US-Charts einsteigen konnten. Blank Space wurde inzwischen mit einer Goldenen Schallplatte ausgezeichnet.
Am 21. Juni 2016 wurde der Albumtitel bekanntgegeben. Es heißt Lifelines und wurde von B.J. Perry und John Pregler in den Wall of Sound Studios in Riley, Michigan aufgenommen und produziert. Allerdings stand zu diesem Zeitpunkt noch kein genaues Veröffentlichungsdatum fest. Wenige Tage später wurde mit Scars die Hauptsingle des Albums der Öffentlichkeit präsentiert. Am 12. August 2016 erfolgte mit der Herausgabe des Liedes Stuck in Your Head eine weitere Single. Ende September folgte mit Come and Get It eine dritte Singleauskopplung. Das Album selbst wurde schließlich am 21. Oktober 2016 auf dem Markt gebracht.

## Titelliste
| #   | Titel                    | Länge |
| --- | ------------------------ | ----- |
| 1.  | Scars                    | 3:42  |
| 2.  | Stuck in Your Head       | 3:33  |
| 3.  | Lifelines                | 3:19  |
| 4.  | Come and Get It          | 2:57  |
| 5.  | Chaos                    | 3:30  |
| 6.  | Alone                    | 3:37  |
| 7.  | Outcast                  | 3:01  |
| 8.  | RISE                     | 3:12  |
| 9.  | Already Dead             | 2:36  |
| 10. | Pull the Plug            | 3:12  |
| 11. | One More Time            | 3:11  |
| 12. | My Heart I Surrender     | 3:24  |
| 13. | Worst Part of Me         | 3:46  |
| 14. | I Prevail (Hidden Track) | 2:00  |

## Promotion
Die Gruppe kündigte an, zwischen dem 14. Juli und dem 27. August 2016 eine ausgedehnte Konzertreise durch die Vereinigten Staaten zu absolvieren. Dabei wurde I Prevail von My Enemie & I und The White Noise begleitet. Direkt im Anschluss war die Band im Vorprogramm von Neck Deep und Pierce the Veil zu sehen. Pierce the Veil nutzte die Tournee um ihr viertes Studioalbum Misadventures zu bewerben, während I Prevail neue Stücke aus ihrem Debütalbum, welches kurz nach der Konzertreise veröffentlicht wurde, präsentierten. Auf dem Weg zu einem Konzert nach Fresno, Kalifornien, welches ebenfalls zur Tournee gehörte, fing der Tourbus der Band Feuer, wobei die Musiker sämtliche persönliche Wertsachen, als auch unveröffentlichtes Liedmaterial verlor. Durch die Mithilfe der Musiker von Neck Deep, konnte I Prevail die Tournee zu Ende bringen.

## Erfolg

### Kommerziell
Lifelines stieg im Vereinigten Königreich auf Platz 72 in den offiziellen Albumcharts ein. In Australien gelang der Band sogar den Sprung auf Platz 8 und somit die erste Top-Ten-Platzierung der Band. In den Vereinigten Staaten stieg Lifelines auf der 15 ein.

### Rezeption
Lukas Prieske von Stormbringer.at vergab die Höchstwertung von fünf Punkten und verglich die Musik mit A Day to Remember. Er urteilte, dass das Album dem Genre des Post-Hardcore im Vergleich zu den ganzen Asking-Alexandria-Abklatschern gut getan habe. Des Weiteren schrieb er, dass die Gruppe im Vergleich zu A Day to Remembers Bad Vibrations alles richtig gemacht habe.
Tomas Doyle vom Rock Sound schrieb, dass die Hörer, welche von I Prevail den klassischen Metalcore-Klang mit Schreigesang auf dem Album erwarten positiv überrascht sein dürften. Das Album sorgt mit Einflüssen aus der sanften Rock- und Popmusik mit garantierten Moshparts für Abwechslung. Trotzdem müsse die Gruppe weiterhin an ihrer Musik arbeiten. Natasha Van Duser vom Alternative Press vertritt die Meinung, dass das Album Fans des 2000er-Jahre-Alternative-Rock ein Déjà Vu verpassen dürfte. Das Album warte mit einer Mischung aus greifenden Pop-Klängen und Hardcore-Natur aufwarte. Nach ihrem Erfolg mit dem Taylor-Swift-Cover Blank Space schaffe es die Band, laut Van Duser, dreizehn originelle Lieder zu produzieren, die Ohrwurmcharakter aufweisen und in den Köpfen hängen bleiben.